# Койдасов, Канапия
Канапия Койдасов (1895, Торгайский уезд, Торгайской области — 1925), участник борьбы за установление Советской власти в Казахстане. Окончил Торгайское училище. Работал переводчиком в уездном суде. На формирование его политических взглядов оказали влияние Амангельды Иманов и Алиби Джангильдин.
Поддерживал народно-освободительное движение 1916 года, за что был арестован, после Октябрьской революции активно включился в борьбу за установление советской власти в Торгайском уезде. Вместе с А. Имановым, В. Зинченко и другими внёс вклад в установление советской власти в Тургайской области.
После окончания Гражданской войны участвовал в восстановлении народного хозяйства и партийной жизни.